# DS 진동 카트리지
DS 진동 카트리지는 닌텐도의 휴대용 게임기인 닌텐도 DS와 닌텐도 DS Lite의 주변기기이다.

## 개요
닌텐도 DS에는 기본적으로 진동 기능이 탑재되지 않았기에, 진동 기능을 지원하는 일부 게임들에서 사용할 수 있는 주변기기이다.
GBA 슬롯에 장착하는 형태이기에 GBA 슬롯이 삭제된 닌텐도 DSi부터는 호환되지 않는다.

## 탑재 기기
닌텐도 DS와 닌텐도 DS Lite의 주변기기로 출시되었으며, 각각의 기기에 외형이 딱 맞게 제작되었기 때문에 GBA슬롯의 길이가 더 짧은 DS Lite에서는 DS용 진동 카트리지를 사용할 수 있으나, 반대인 DS에서는 DS Lite용 진동 카트리지를 사용할 수 없다.
닌텐도 이외의 제조사에서도 호환품을 제작해 판매했었다.